# عمر عبد الرحمن (لاعب كرة قدم)
عمر عبد الرحمن أحمد الراقي العمودي (مواليد 20 سبتمبر 1991)، المعروف باسم عموري. هو لاعب كرة قدم إماراتي من أصل يمني حضرمي، ويلعب في مركز الوسط الهجومي لعب سابقاً مع المنتخب الإماراتي.
يعد أحد أفضل لاعبي كرة القدم الآسيوية والإماراتية، حيث تم تصنيفه من أفضل عشرة لاعبين في آسيا عام 2012 من قبل إسبن أف سي. في عام 2013، تم إدراجه في قائمة الفيفا لأفضل 7 مواهب شابة في آسيا، احتل المركز 39 في قائمة جول لأفضل 50 لاعب كرة قدم في العالم لموسم 2012–13. وفي عام 2016 فاز بجائزة أفضل لاعب في آسيا.
بدأ عمر مسيرته وهو في التاسعة بتجربة مع الهلال في عام 2000. انضم إلى العين عام 2006 بعمر 15 سنة. في موسم 2008–09 تم تصعيده إلى الفريق الأول، ولعب أول مباراة له في 2009 وفاز بأول ثلاثة ألقاب له كأس اتصالات، كأس رئيس الدولة، كأس السوبر. وعلى الرغم من تعرضه لإصابة في الرباط صليبي في الموسم التالي وابتعاده لأكثر من ستة أشهر، أصبح لاعبًا أساسيًّا في الفريق الأول وساعده لتفادي الهبوط في موسم 2010–11. أنهى الموسم برصيد 11 هدفًا في 29 مباراة واختير أفضل لاعب واعد. في موسم 2011–12، عانى عمر من نفس الإصابة مرة أخرى وابتعد عن الملاعب لمدة ستة أشهر، عاد من الإصابة ليشهد تتويج فريقه بالدوري. بعد تجربة لمدة أسبوعين مع مانشستر سيتي، عاد إلى العين ليصبح من أهم لاعبيه في موسم 2012–13، حيث اختير أفضل لاعب واعد، أفضل لاعب من اختيار الجمهور وأفضل لاعب إماراتي، وحقق الفريق كأس السوبر والدوري، الذي سجل فيه 8 أهداف وصنع 16 في 31 مباراة.

## نشأته
ولد عمر في الرياض، وينحدر من أصل حضرمي. والده عبد الرحمن أحمد الراقي، لاعب كرة قدم سابق. وهو الأصغر من بين ثلاثة أشقاء أكبر منه، أحمد و محمد وخالد. ترعرع في بيئة متواضعة، وكانت الموهبة واضحة عليه من الصغر وبدأ يمارس عمر لعبة كرة القدم في سن صغير جدًّا وكان يلعب معظم أوقاته في حواري الرياض بساحة الملز، فلفت انتباه الكشاف عبد الرحمن عيسى، الذي شاهده وأعجب بموهبته وسأله بأي نادٍ يلعب، فكان رده أنه لا يلعب لأي نادٍ ولا يملك أيضًا الجنسية السعودية، فطلب رقم هاتفه وبدأ بالتواصل مع عمر وشقيقه، وبدأ بعدها يشارك في بطولات ودورات. في 2000، خاض تجربة مع نادي الهلال وشارك مع الفريق لمدة خمس سنوات حتى 2005. وفي هذه الفترة تدرج في فرق البراعم إلى الناشئين، لكن محاولة تجنيسه مع أسرته باءت بالفشل بسبب عرض الجنسية على عمر فقط وكان الرفض هو رد والد عمر. وفي أحد الأيام، أتى اتصال لصديق عبد الرحمن عيسى من عضو شرف نادي العين الشيخ ناصر بن ثعلوب الذي كان يبحث عن لاعبين صغار موهبين، فأعلمه عبد الرحمن عيسى عن موهبة عمر وأشقائه محمد وخالد. فطلب جوازاتهم والتحقوا بالمعسكر الخارجي للعين في ألمانيا. ووافق نادي العين على منح الجنسية للأسرة بأكملها، ثم انتقلت العائلة إلى دولة الإمارات العربية المتحدة، وانضم إلى النادي مع أشقائه. والتحق بأكاديمية الشباب في النادي.

## مسيرته الكروية

### العين
انضم عمر إلى مدرسة وأكاديمية نادي العين في مقر النادي نفسه في العين عام 2007، ولعب للفئات السنية لنادي العين تحت 16، تحت 18، تحت 19، الرديف. ضمه المدرب الألماني وينفريد شايفر إلى الفريق الأول بعد أن شاهده في بطولة العين الدولية تحت 17 سنة 2009. تلقى عمر عرضًا من إسبانيول عندما كان يلعب في بطولة العين الدولية للناشئين سنة 2009 وتحدث مدرب إسبانيول لويس بلاناجورن للصحفيين عن إعجابه بأداء عمر، لكن الصفقة لم تتم بسبب رغبة نادي إسبانيول بشراء بطاقة عمر بصفة نهائية وكان العين يرغب بإعارته. أول ظهور له مع الفريق الأول كان ضد الأهلي في 24 يناير 2009 في بطولة كأس اتصالات. برغم صعوده للفريق الأول ظل عمر يلعب لفريق الرديف، آخر مباراة شارك بها مع الرديف كانت ضد النصر يوم 24 يناير 2012. لعب 10 مباريات وسجل 6 أهداف وصنع 3 على مدار 5 مواسم مع الرديف.

#### موسم 2008–09
لعب عمر أول مباراة رسمية له مع الفريق الأول في 24 يناير 2009 في سن 17 عامًا، في بطولة كأس اتصالات ضد الأهلي عندما دخل بديلًا لأحمد خميس في الدقيقة 77 و20 ثانية. بعد شهر من ظهوره الأول، في 27 مارس 2009، دخل بديل لفيصل علي في الدقيقة 70 في مباراة الإياب من بطولة كأس اتصالات الدور النصف النهائي ضد الجزيرة والفوز 1–0، أطلق عمر كرة قوية على المرمى لكنها اصطدمت بالعارضة وعادت إلى دياز الذي سجل الهدف الوحيد في المباراة. في 3 أبريل 2009، فاز عمر بأول لقب مع الفريق الأول، بعد فوز العين على الوحدة في نهائي كأس اتصالات. بعد أسبوع، في 13 أبريل، فاز بثاني لقب مع الفريق الأول، كأس الرئيس بعد الفوز 1–0 على الشباب. بتاريخ 18 أبريل 2009، لعب عمر أول مباراة وظهور له في دوري المحترفين في مباراة الفوز 5–0 على عجمان. في 11 مايو 2009، سجل أول هدف له في دوري المحترفين في التعادل 2–2 مع الأهلي. في 15 مايو 2009 ضد الوصل، سجل الهدف 101 لنادي العين في تاريخ مواجهة الفريقين. في آخر مباراة بالدوري، في 24 مايو 2009، سجل الهدف الثالث له في الدوري في الفوز 2–0 على الشعب.

#### موسم 2009–10
قبل بداية الموسم، يوم 26 يوليو 2009، تعرض عمر لإصابة في الرباط الصليبي وغاب على أثرها لمدة 6 أشهر خلال مشاركته في مباراة ودية مع منتخب الشباب ضد فريق لوزان التي انتهت بفوز منتخب الإمارات 3–2 وتألق فيها عمر وصنع جميع أهداف المباراة. في 26 فبراير، عاد عمر من الإصابة وشارك في مباراة ضمن بطولة دوري الشباب تحت 19 سنة ضد بني ياس وانتهت 4–2 للعين. 28 فبراير، دخل بديلًا لفيصل علي في مباراة الإياب ضمن المرحلة الأخيرة من دور المجموعات من بطولة كأس اتصالات وانتهت 0–4 لصالح عجمان. في 15 مارس، لعب ضد الشباب ضمن دوري الرديف وانتهت بهدف وحيد للعين. 19 مارس، في مباراة الفوز 2–3 على الظفرة سجل أول أهدافه لهذا الموسم في دوري الرديف وساهم بالهدفين. في 23 أبريل، تابع عمر تألقه بالمساهمة بهدف وتسجيل آخر في مباراة الانتصار على الوصل 0–5. في 27 أبريل، لعب عمر أول مباراة له في دوري الابطال ضد سباهان اصفهان التي انتهت لصالح العين 2–0. في 2 مايو، بمباراة الفوز 5–3 على الإمارات سجل عمر أول أهدافه بدوري المحترفين لهذا الموسم. يوم 15 مايو، في آخر مباريات دوري الرديف ضد الشارقة، سجل عمر هدفين وساهم بآخر وانتهت المباراة بفوز العين 2–6 وتتويجه بلقب دوري الرديف. وأنهى عمر هذا الموسم بتسجيله 5 أهداف والمساهمة بـ4 في 7 مباريات مع فريق الشباب، الرديف والأول.

#### موسم 2010–11
في هذا الموسم، أصبح عمر لاعبًا أساسيًّا للفريق الأول، بعد رحيل فالديفيا من النادي، وورث قميصه رقم 10. وفي 28 أغسطس 2010، سجل عمر من ركلة حرة، وصنع هدف لزميله خوسيه ساند في مباراة الفوز 4–3 على دبي في أول بداية له لهذا الموسم. وفي 20 سبتمبر 2010، ضمن الجولة الأولى من كأس الرئيس، سجل عمر أول هدف له في الكؤوس في الفوز 5–0 على مصفوت. وسجل هدفًا من ركلة جزاء في مباراة الخسارة من الأهلي 1–2 في 30 سبتمبر. وضد الوصل في 27 أكتوبر 2010، حيث صنع هدف لزميله مهند سالم ليحول 1–1 إلى 2–1 في الشوط الثاني ولكن انتهت المباراة بالتعادل 2–2. في مباراة الخسارة 1–4 من اتحاد كلباء في 12 ديسمبر أيضًا صنع هدف لزميله فارس جمعة. وعاد مرة أخرى ليصنع لزميله في الفريق خوسيه ساند في مباراة التعادل 1–1 ضد الشباب يوم 23 ديسمبر 2010.
يوم 1 يونيو 2011، قاد فريقه للفوز على الجزيرة 4–1 بتسجيله هدفين وصنع الرابع، لينقذ الفريق من الهبوط لدوري الدرجة الأولى. يوم 12 يونيو، اختير عمر أفضل لاعب صاعد بدوري المحترفين للمرة الثانية من قبل صحيفة الاتحاد. أنهى عمر هذا الموسم بتسجيله 11 هدفًا، وصنع 8 في 29 مباراة في جميع المسابقات.

#### موسم 2011–12
في 15 يناير 2012، ضمن مباراة في دوري الرديف ضد عجمان، عاد عمر من الإصابة التي تعرض لها خلال المعسكر الصيفي للمنتخب الوطني الذي أبعدته لمدة ستة أشهر. كانت هذه الإصابة الثانية التي يتعرض لها بتمزق في الرباط الصليبي في أقل من عامين. في المباراة التالية مع فريق الرديف ضد النصر قام بصنع الهدف الأول في الفوز 3–1. في 27 يناير، لعب عمر أول مباراة له مع الفريق الأول بعد عودته من الإصابة في مباراة الخسارة من الجزيرة 4–0 ضمن الجولة السابعة من بطولة كأس اتصالات بدخوله بديلا في الدقيقة 59. في 3 فبراير، في مباراة الفوز على الإمارات 3–0 ضمن الجولة الثامنة من كأس اتصالات، شارك في المباراة كأساسي كثاني مباراة له بعد العودة من الإصابة. في مباراة الفوز بالكلاسيكو 1–0 ضد الوحدة، يوم 8 فبراير، لم يكن أساسي ودخل بديلاً لشقيقه محمد في الدقيقة 62 لعدم جاهزيته. بعد غيابه عن مبارتين في الدوري بعد الكلاسيكو عاد ليشارك كأساسي في مباراة الفوز 1–4 على الشارقة ضمن دوري المحترفين يوم 24 مارس، حيث ساهم بالفوز بصنع الهدف الثاني والرابع. يوم 14 أبريل، في مباراة التعادل 2–2 ضد الوصل دخل بديلا لهلال سعيد في الدقيقة 71. في 27 أبريل، يوم حسم لقب الدوري قبل ثلاث جولات والفوز على الجزيرة 2–0، شارك كأساسي واستبدل في الدقيقة 90+3. في 6 مايو، ضمن الجولة 20 من الدوري، سجل عمر الهدف الثالث لفريقه في مباراة الفوز 1–4 على الإمارات. وفي 11 مايو، شارك في المباراة التي تبعتها ضد الشباب وانتهت 3–1 لصالح العين. في أخر مباراة في الموسم والتتويج بالدوري، ضد عجمان، قد عمر مستوى عالي وساهم بفوز فريقه بشكل كبير، بصنعه لهدفين وتسجيل أخر من 0–4.

#### موسم 2012–13
بدأ عمر هذا الموسم برفع كأس السوبر الإماراتي مع العين، وكان قد أهدر عمر ضربة ترجيح من ثلاثة ضربات ترجيح ضائعة في الفوز 5–4 بركلات الترجيح ضد الجزيرة، واختير أفضل لاعب في المباراة. وكانت الإصابة قد لحقت بعمر قبل يومين من مباراة السوبر ولكنه شفي منها. في أول مباراة في دوري المحترفين، ضد الأهلي يوم 23 سبتمبر، صنع عمر هدف التقدم الثاني، لزميله الجديد في الفريق إكوكو ليسجل أول أهدافه، وانتهت المباراة بسقوط العين بنتيجة 3–6. وصنع هدف وساهم بأخر في الفوز على عجمان 1–4. وفي مباراة الفوز 7–0 على الظفرة في 15 أكتوبر، سجل عمر أول أهدافه لهذا الموسم وصنع هدفين. في مباراة الجولة الرابعة والفوز 5–1 على دبا الفجيرة، صنع الهدف الرابع لزميله جيان. سجل عمر هدفه الثاني لهذا الموسم وساهم بأخر في الفوز على الوصل يوم 3 نوفمبر، وكان الهدف الذي سجله على الوصل من أجمل الأهداف للجولة السادسة وشبه البعض الهدف بنفس الأهداف التي يسجلها اللاعب ليونيل ميسي واختير أفضل لاعب للجولة السادسة. صنع وساهم بهدفين اخريين في الفوز على الشباب 2–3 يوم 8 نوفمبر. أضاف عمر هدفين أخرين وصنع هدف وساهم بأخر في الفوز 6–0 على اتحاد كلباء يوم 18 نوفمبر. يوم 23 نوفمبر سجل هدفين في مباراة الفوز على دبي 2–5. ساهم بهدفين الفوز 2–1 ضد الشعب في 30 نوفمبر. في 5 ديسمبر، ساهم بهدف في الفوز على بني ياس 0–3. وساهم بهدف أخر في مباراة الديربي والفوز على الوحدة 2–1 يوم 10 ديسمبر. يوم 12 ديسمبر، أختير عمر من قبل جماهير العين أفضل لاعب في شهر نوفمبر. وفي أخر مباريات الدور الأول صنع الهدف الثاني في الفوز 0–2 على النصر في 16 ديسمبر. بعد نهاية الدور الأول، اتفق خبراء رياضيون انه عمر أفضل لاعب محلي. في 26 يناير، سجل عمر هدف ضد عجمان من ركلة جزاء وساهم بهدفين وصنع أخر بالفوز 4–0. في 10 فبراير، ساهم في الهدف الثاني بالفوز على بني ياس 2–1 في مباراة الربع النهائي من كأس رئيس الدولة. في مباراة الخسارة من دبا الفجيرة 0–1، دخل عمر لأول مرة كبديل في الشوط الثاني في الدقيقة 63. في مباراة الفوز 3–1 على الهلال في دوري الأبطال، سجل عمر هدف وصنع أخر. في 7 مارس، ساعد عمر العين في الفوز 2–1 على الوصل، من خلال صناعته هدف التعادل لجيان ليسجل 1–1 وأيضًا لعب دورا في الهدف الثاني.

### مانشستر سيتي
في 6 أغسطس 2012، كتب عمر على حسابه في التويتر أنه سينضم لمانشستر سيتي لتجربة، بعد وصوله إلى مدينة مانشستر مباشرة التحق بتدريبات الفريق، استمرت التجربة لمدة أسبوعين وخاض بها مباريات ودية وكان التقرير إيجابيًّا ولكن بسبب تصنيف المنتخب ورفض العين إعارته لمانشستر سيتي لم تتم الصفقة.

#### الهلال
في 8 أغسطس 2018، أعلن نادي الهلال السعودي عبر حسابه في تويتر عن ضم عمر عبد الرحمن . بعد ذلك بعشر أيام، لعب عمر أول مبارياته مع الهلال، في مباراة الفوز بكأس السوبر السعودي 2018 على الاتحاد بنتيجة 2–1. وعلق عمر بعد المباراة قائلاً: «الحمد لله على الفوز وأبارك لجماهير الهلال وحظ سعيد للجماهير الاتحادية، وأتمنى أن تكون بداية خير لي مع الفريق». في 15 يوليو، سجل عمر أول أهدافه مع الهلال في الدوري في مباراة الفوز 3–1 على الرائد.

### الجزيرة الإماراتي
في 8 أغسطس 2019م وقع عموري مع عامر عبد الرحمن في نادي الجزيرة لمدة ثلاث مواسم.

### شباب الأهلي
في 10 فبراير 2021م وقع عموري مع عامر عبد الرحمن في نادي نادي شباب الأهلي حتى نهاية الموسم.

### نادي الوصل
في 2 يوليو 2022 انتقل عمر عبد الرحمن من نادي شباب الأهلي إلى نادي الوصل.

## مسيرة المنتخب
كان بالإمكان لعمر تمثيل المنتخب اليمني أو المنتخب السعودي لو حصل على الجنسية، لكن حصوله على الجنسية الإماراتية جعلته يختار اللعب لمنتخب الإمارات لكرة القدم، بدأ عمر مسيرته مع المنتخبات الوطنية بإستدعائه لتجمع لمنتخب الشباب في 19 سبتمبر 2008، استعدادًا للمشاركة في نهائيات كأس آسيا للشباب. لكنه أصيب واستبعد. و استدعي مرة أخرى لمنتخب الشباب للمشاركة في كأس العالم للشباب عام 2009، لكنه أصيب في مباراة ودية ضد نادي لوزان يوم 26 يوليو 2009. شارك مع المنتخب الأولمبي لأول مرة في بطولة كأس الخليج للمنتخبات الأولمبية 2010، ولعب في جميع المباريات وكان أول لقب له. و استدعي بعدها لمنتخب الشباب وشارك معه في بطولة كأس آسيا للشباب 2010، وكانت هذه أول مشاركة له في بطولة قارية. التحق بعدها بالمنتخب الأولمبي، فاز معه بالميدالية الفضية في الألعاب الآسيوية 2010. خاض أول مباراة دولية له في 3 يناير 2011 في مباراة ودية ضد سوريا وهو بسن ال 19، لعب كأساسي واستبدل في بداية الشوط الثاني. أول مشاركة رسمية له مع المنتخب الأول كانت في كأس آسيا 2011.

### كأس الخليج للمنتخبات الأولمبية 2010
يوم 30 يوليو، في أولى مباريات المنتخب والثانية من المجموعة الثانية ضد السعودية، لعب عمر دوراً في فوز منتخب بلاده بنتيجة 1–0، من خلال مهاراته العالية وتمريراته المميزة.
و في ثالث مباريات المجموعة والأخيرة ضد الكويت يوم 1 أغسطس، قدم عمر مستوى بنفس المباراة السابقة وانتهت بالتعادل 1–1 وتصدر الإمارات للمجموعة والتأهل إلى النصف النهائي. ويوم 4 أغسطس، ضد قطر، ساهم عمر بتأهل بلاده للمباراة النهائية بتقديمه فواصل مهارية وبصنعه للهدف الأول بتمريرة مميزة ومهارية لزميله أحمد خليل، وانتهت المباراة بفوز الإمارات 1–3. يوم 7 أغسطس، توجت الإمارات بالبطولة على حساب الكويت بفوزها 1–0 في المباراة النهائية.

### الألعاب الآسيوية 2010
يوم 7 نوفمبر، في أولى مباريات الأسياد والمجموعة الخامسة ضد هونغ كونغ، دخل عمر في بداية الشوط الثاني وطرد قبل دقيقتين من نهاية المباراة بحصوله على البطاقة الثانية، وانتهت المبارة بالتعادل 1–1. 11 نوفمبر، في ثالث مباريات المجموعة ضد أوزبكستان، دخل بديلاً بالشوط الثاني لذياب عوانة بعد الإيقاف في المباراة السابقة، وقدم مستوى جيد من المهارات والتمريرات، وانتهت لصالح الإمارات 0–3. يوم 16 نوفمبر، في مباراة دور الـ 16، ضد الكويت، لعب كأساسي، وانتهت المباراة لصالح الإمارات 2–0. يوم 19 نوفمبر، في مباراة الفوز على كوريا الشمالية في الربع النهائي بركلات الترجيح 9–8، قدم عمر مستوى رائع في المباراة وسدد الركلة الترجيحية الخامسة. وفي مباراة الدور نصف النهائي، ضد كوريا الجنوبية، ساهم بتأهل بلاده للمبارة النهائية، عندما صنع الهدف الوحيد في المباراة لزميله أحمد علي في الشوط الإضافي الثاني في الدقيقة 120+2. وفي المباراة النهائية، يوم 25 نوفمبر، قدم عمر مستوى عالي ولكن انتهت المباراة لصالح اليابان 1–0، ليكون عمر جزء في حصول الإمارات على الميدالية الفضية الأولى في تاريخ الكرة الإماراتية.

### كأس آسيا 2011
| اللاعب رقم 15 (عمر عبدالرحمن) لاعب جيد، ويقدم كرة قدم جميلة، وسيكون أحد اللاعبين الذين تجب متابعتهم في المستقبل |
| —ميكاه ريتشاردز، بعد فوز بريطانيا العظمى 3-1 على الإمارات في الألعاب الأولمبية الصيفية 2012.                    |

كان عمر اصغر لاعب في تشكيلة الإمارات والسابع في قائمة اصغر لاعب في البطولة. في أول مباراة رسمية له في المنافسات الدولية ضد كوريا الشمالية، دخل عمر بديلاً لإسماعيل مطر في الدقيقة 2+90، لم يتمكن من اللعب إلى لبضعة دقائق، وانتهت المباراة بالتعادل 0–0. في المباراة الثالثة والأخيرة من مرحلة المجموعات ضد إيران دخل بديلاً لعلي الوهيبي في الدقيقة 53، حاول أن يضيف شيء إلى المباراة ولكن انتهت المباراة بالخسارة 3–0، وخروج الإمارات من البطولة.

### الألعاب الأولمبية الصيفية 2012
على غير العادة مع المنتخب الأولمبي، حمل عمر القميص رقم 15 بدل الرقم 10 وذلك لتنازله عن القميص لزميله إسماعيل مطر، في أول مشاركة تاريخية للمنتخب الإماراتي في الألعاب الأولمبية، في إولى مباريات المجموعة الأولى ضد الأوروغواي، خسرت بها الإمارات 1–2، ولكن قدم عمر مستوى كبير صنع هدف وسيطر على المباراة بمهاراته العالية وتمريراته واجتيازه للاعبين. في ثاني مباريات المجموعة ضد بريطانيا العظمى على ملعب ويمبلي خسرت الإمارات 3–1، وصنع عمر الهدف الوحيد لمنتخب بلاده ووقدم مستوى نال به الإعجاب وبعد المباراة تحدث وسئل الجميع عن صاحب القميص رقم 15. وفي أخر مباريات المجموعة الإولى ضد السنغال تعادلت الإمارات 1–1، كان قد أسهم عمر بهدف التقدم وقدم مستوى كالعادة نال عليه الإعجاب.

### كأس الخليج 2013
قبل بداية البطولة توقع العديد من الرياضين أن يكون عمر نجم البطولة. يوم 5 يناير، في إولى مباريات المجموعة الأولى َضد قطر، بعد تقدم قطر بهدف من ركلة جزاء استطاع عمر أن يعود بالإمارات للمباراة بعد دقيقة من ركلة حرة مباشرة متقنة، وكان الهدف الذي سجله هو الهدف رقم 800 في سجل دورات كأس الخليج، و صنع الهدف الثالث من ركلة ركنية، واختير أفضل لاعب في المباراة. في ثاني مباراة ضد البحرين يوم 8 يناير، ساهم عمر في صناعة هدف التأهل للدور قبل النهائي والفوز بنتيجة 1–2. و في أخر مباريات المجموعة ضد عمان، دخل عمر بديلاً لسعيد الكثيري في الدقيقة 80 و 32 ثانية، استطاع بعد دخوله أن يحدث الفارق وإعادة التوازن في وسط الملعب في أخر 10 دقائق وقيادة المنتخب بالتقدم 2–0 في ظرف دقيقتين. في مباراة النصف النهائي ضد الكويت، ساهم عمر بهدف الفوز في المبارة والتأهل للنهائي. يوم 18 يناير، ساهم عمر بتتويج منتخب بلاده بالبطولة بعد الفوز على العراق 2–1 في النهائي، سجل عمر هدف مارادوني في الدقيقة 28 بمجهود فردي أبهر الجميع و قدم مستوى رائع في المباراة، وحصل على لقب أفضل لاعب في البطولة. و في المباراة التالية لعب عبد الرحمن دورًا في الهدف الثاني ليتقدم فريقه إلى نصف النهائي بفوزه 2-1 على البحرين. و في مباراة المجموعة الأخيرة ضد عمان ، نزل من على مقاعد البدلاء بدلاً من سعيد الكثيري في الدقيقة 81 ، وكانت النتيجة 0-0. كان قادرًا على إحداث الفارق وإعادة التوازن إلى خط الوسط في الدقائق العشر الأخيرة ومنح فريقه التقدم 2-0 في غضون دقيقتين.

## أسلوب اللعب
العديد من الخبراء اتفق انه عمر عبد الرحمن يعد من أفضل اللاعبين في صناعة اللعب والتمريرات الدقيقة وسيكون من بين الأفضل إذا استمر على نفس المستوى. يمتاز عمر بالتمريرات الدقيقة ويستطيع أن يخترق الدفاعات بتمريرة ماكرة يضع المهاجم بحالة انفراد تامة أمام المرمى، يمتلك نظرة ممتازة في توزيع الكرة في الملعب أو تمريرها لزميل حتى لو كان تحت الضغط أو مراقب، وبالمهارات العالية التي يمتلكها يستطيع أن يراوغ بها العديد من اللاعبين، يتقن الكرات الثابتة والركنيات و تنفيذ ركلات جزاء، يستطيع الاحتفاظ بالكرة لمدة طويلة ويلعب بالقدم اليسرى.، بطريقة تسجيله الأهداف والمراوغة تمت مقارنته باللاعب ليونيل ميسي، وأطلق عليه البعض لقب مارادونا الخليج. قال عنه اللاعب فابيو كانافارو: «لاعب موهوب، ويصعب رقابته من المدافعين حتى لو فرضت عليه، وله مستقبل باهر.»
| عمر عبد الرحمن الموهوب الذي نستمتع بما يقدمه من لمسات في أرض الملعب فهو يمتلك شخصية في الملعب ويستطيع تحريك الفريق في الوقت الذي يرغب فيه، أطالبه بالمحافظة على ما يقدمه |
| —دييغو مارادونا، بعد فوز الإمارات ببطولة كأس الخليج العربي لكرة القدم 2013.                                                                                              |

## خارج كرة القدم

### حياته الشخصية
لدى عمر ثلاثة إخوة أكبر منه في السن يلعبون كرة القدم أيضا: محمد مهاجم، وخالد مدافع في نفس النادي مع عمر، وأحمد، كان يلعب لنادي مصفوت، لكنه ترك الكرة بسبب الإصابة.

### الإعلام

ظهور صورة اللاعب الإماراتي عمر عبدالرحمن في لعبة بيس 2016

في 18 أكتوبر 2011، غرد عمر أول تغريدة له على حسابه الشخصي بتويتر، حيث جذب نحو 40 ألف متابع حتى ديسمبر2012. ارتفع العدد إلى 52 ألف بزيادة 12 ألف متابع في 14 يوماً، بمعدل ألف متابع في اليوم الواحد، في أثناء مشاركته في بطولة كأس الخليج في البحرين، وبعد المباراة النهائية ضد العراق وتسجيله الهدف ارتفع عدد المتابعين إلى أكثر من 79 ألف متابع حتى الآن. ويتصدر عمر ترتيب اللاعبين الأكثر متابعة على موقع تويتر في الإمارات. ارتفعت نسبة شعبية عمر بصورة كبيرة بعد مشاركته في بطولة الخليج في البحرين.
أختير عمر اللاعب المواطن الأكثر شعبية في 2012 في استفتاء أجراه موقع الإمارات اليوم. في مارس 2013، صنفت أريبيان بزنس عمر بالمرتبة الـ 196 في قائمتها لأقوى 500 شخصية عربية في العالم، في عام 2013.

### الرعايات
في أكتوبر 2012، وقع عمر على عقد لم يتم الكشف عن تفاصيله مع شركة نايكي للمستلزمات الرياضية. في أبريل 2013، وقع عمر اتفاقية مع اتصالات ليصبح سفيراً للعلامة التجارية ويكون الوجه الإعلامي للمؤسسة في حملاتها العامة والتسويقية.

## الإحصائيات

### النادي
آخر تحديث 15 سبتمبر 2018.
| النادي         | الموسم   | الدوري           | الدوري | الدوري | الدوري | الكأس | الكأس | الكأس | كأس السوبر | كأس السوبر | كأس السوبر | كأس الرئيس | كأس الرئيس | كأس الرئيس | آسيا | آسيا | آسيا | المجموع | المجموع | المجموع |
| النادي         | الموسم   | الدرجة           | لعب    | سجل    | صنع    | لعب   | سجل   | صنع   | لعب        | سجل        | صنع        | لعب        | سجل        | صنع        | لعب  | سجل  | صنع  | لعب     | سجل     | صنع     |
| -------------- | -------- | ---------------- | ------ | ------ | ------ | ----- | ----- | ----- | ---------- | ---------- | ---------- | ---------- | ---------- | ---------- | ---- | ---- | ---- | ------- | ------- | ------- |
| العين          | 2008–09  | الدوري الإماراتي | 6      | 3      | 1      | 2     | 0     | 0     | 0          | 0          | 0          | 0          | 0          | 0          | —    | —    | —    | 8       | 3       | 1       |
| العين          | 2009–10  | الدوري الإماراتي | 1      | 1      | 0      | 1     | 0     | 0     | —          | —          | —          | 0          | 0          | 0          | 1    | 0    | 0    | 3       | 1       | 0       |
| العين          | 2010–11  | الدوري الإماراتي | 21     | 8      | 7      | 1     | 0     | 0     | —          | —          | —          | 2          | 1          | 0          | 5    | 2    | 1    | 29      | 11      | 8       |
| العين          | 2011–12  | الدوري الإماراتي | 7      | 2      | 4      | 2     | 0     | 0     | —          | —          | —          | 0          | 0          | 0          | —    | —    | —    | 9       | 2       | 4       |
| العين          | 2012–13  | الدوري الإماراتي | 22     | 7      | 12     | 0     | 0     | 0     | 1          | 0          | 0          | 2          | 0          | 0          | 6    | 1    | 4    | 31      | 8       | 16      |
| العين          | 2013–14  | الدوري الإماراتي | 17     | 1      | 17     | 0     | 0     | 0     | 1          | 0          | 0          | 3          | 0          | 2          | 7    | 1    | 4    | 28      | 2       | 23      |
| العين          | 2014–15  | الدوري الإماراتي | 11     | 3      | 2      | 0     | 0     | 0     | 1          | 0          | 0          | 2          | 0          | 1          | 10   | 2    | 6    | 24      | 5       | 9       |
| العين          | 2015–16  | الدوري الإماراتي | 22     | 2      | 14     | 1     | 0     | 0     | 1          | 0          | 1          | 2          | 3          | 0          | 14   | 3    | 7    | 40      | 8       | 22      |
| العين          | 2016–17  | الدوري الإماراتي | 22     | 6      | 12     | 0     | 0     | 0     | —          | —          | —          | 2          | 2          | 0          | 8    | 7    | 6    | 32      | 15      | 18      |
| العين          | 2017–18  | الدوري الإماراتي | 13     | 5      | 5      | 1     | 0     | 1     | —          | —          | —          | 3          | 0          | 6          | 8    | 2    | 1    | 25      | 7       | 13      |
| العين          | المجموع  | المجموع          | 142    | 38     | 69     | 8     | 0     | 1     | 4          | 0          | 1          | 16         | 6          | 9          | 61   | 18   | 30   | 229     | 62      | 114     |
| الهلال (إعارة) | 2018–19  | الدوري السعودي   | 2      | 1      | 0      | 0     | 0     | 0     | 1          | 0          | 0          | 0          | 0          | 0          | 0    | 0    | 0    | 3       | 1       | 0       |
| الإجمالي       | الإجمالي | الإجمالي         | 144    | 39     | 69     | 8     | 0     | 1     | 5          | 0          | 1          | 16         | 6          | 9          | 61   | 18   | 30   | 232     | 63      | 114     |

### المنتخب
آخر تحديث 11 سبتمبر 2018.
| المنتخب الوطني  | السنة   | الظهور | الأهداف | الصناعة |
| --------------- | ------- | ------ | ------- | ------- |
| الإمارات تحت 23 | 2010    | 4      | 0       | 1       |
| الإمارات تحت 23 | 2011    | 5      | 1       | 4       |
| الإمارات تحت 23 | 2012    | 6      | 0       | 1       |
| المجموع         | المجموع | 15     | 1       | 6       |
| الإمارات        | 2011    | 2      | 0       | 0       |
| الإمارات        | 2012    | 7      | 2       | 2       |
| الإمارات        | 2013    | 15     | 2       | 10      |
| الإمارات        | 2014    | 2      | 0       | 2       |
| الإمارات        | 2015    | 13     | 2       | 11      |
| الإمارات        | 2016    | 13     | 1       | 3       |
| الإمارات        | 2017    | 8      | 0       | 1       |
| الإمارات        | 2018    | 6      | 1       | 2       |
| المجموع         | المجموع | 66     | 10      | 32      |

### الأهداف الدولية

#### المنتخب الأول
| # | التاريخ        | مكان اللقاء                             | الخصم         | الهدف | النتيجة | المسابقة               |
| - | -------------- | --------------------------------------- | ------------- | ----- | ------- | ---------------------- |
| 1 | 16 أكتوبر 2012 | ملعب زعبيل، دبي                         | البحرين       | 6–2   | 6–2     | ودية                   |
|   | 25 ديسمبر 2012 | ملعب خليفة الدولي، الدوحة               | اليمن         | 2–0   | 2–0     | ودية                   |
|   | 5 يناير 2013   | ملعب مدينة خليفة الرياضية، مدينة عيسى   | قطر           | 1–1   | 3–1     | كأس الخليج العربي 2013 |
| 4 | 18 يناير 2013  | ملعب البحرين الوطني، الرفاع             | العراق        | 1–0   | 2–1     | كأس الخليج العربي 2013 |
| 5 | 15 نوفمبر 2013 | ملعب محمد بن زايد، أبوظبي               | هونغ كونغ     | 3–0   | 4–0     | تصفيات كأس آسيا 2015   |
|   | 27 مايو 2014   | ملعب دي لا فونتينيت، كاروج              | أرمينيا       | 2–2   | 3–4     | ودية                   |
| 7 | 16 يونيو 2015  | ملعب شاه عالم، شاه عالم                 | تيمور الشرقية | 1–0   | 1–0     | تصفيات كأس العالم 2018 |
| 8 | 17 نوفمبر 2015 | ملعب شاه عالم، شاه عالم                 | ماليزيا       | 1–0   | 2–1     | تصفيات كأس العالم 2018 |
|   | 29 مارس 2016   | ملعب محمد بن زايد، أبو ظبي              | السعودية      | 1–1   | 1–1     | تصفيات كأس العالم 2018 |
|   | 11 سبتمبر 2018 | ملعب بالاموس كوستا برافا، بالاموس، لاوس | لاوس          | 3–0   | 3–0     | ودية                   |

## الإنجازات

### النادي
العين
- دوري الخليج العربي (4): 2011–12، 2012–13، 2014–15، 2017–18
- كأس الخليج العربي الإماراتي (1): 2008–09
- كأس السوبر الإماراتي (3): 2009، 2012، 2015
- كأس رئيس دولة الإمارات (3): 2008–09، 2013–14، 2017–18

 الهلال
- كأس السوبر السعودي (1): 2018

### المنتخب
الإمارات للشباب
- كأس الخليج العربي تحت 23 سنة (1): 2010

 الإمارات
- كأس الخليج العربي (1): 2013

### الفردية
- بطولة العين الدولية تحت 17 سنة أفضل لاعب في البطولة (2): 2008، 2009
- أفضل لاعب شاب (2): 2009، 2011
- أفضل لاعب عربي شاب من صحيفة الأهرام (1): 2010
- أفضل لاعب في كأس الخليج العربي (1): 2013
- أفضل لاعب عربي شاب من صحيفة الحدث الرياضي (1): 2013
- أفضل لاعب شاب من تصويت الجماهير في الدوري الإماراتي (1): 2012–13
- أفضل لاعب إماراتي لهذا العام (1): 2013
- كأس أو إس إن أفضل لاعب (1): 2013
- دوري أبطال آسيا فريق الأحلام (1): 2014
- أفضل لاعب إماراتي في الدوري الإماراتي (4): 2012–13، 2014–15، 2015–16، 2017–18
- دوري الخليج العربي أفضل ممرر (2): 2013–14، 2015–16
- كأس آسيا فريق الأحلام (1): 2015
- أفضل لاعب عربي من صحيفة الأرهام (2): 2015، 2016
- الكرة الذهبية لأفضل لاعب عربي (1): 2015
- دوري أبطال آسيا أكثر لاعب قيمة (1): 2016
- جائزة أفضل لاعب في آسيا (1): 2016[159][160]
- ABA أفضل لاعب عربي (1): 2016[161][162]
- أفضل لاعب خليجي (1): 2016

## وصلات خارجية
- عمر عبد الرحمن على موقع الاتحاد الدولي (مؤرشف)  (الإنجليزية)
- عمر عبد الرحمن على موقع إي إس بي إن إف سي (الإنجليزية)
- عمر عبد الرحمن على موقع قاعدة بيانات كرة القدم.إي يو (الإنجليزية)
- عمر عبد الرحمن على موقع ناشيونال فوتبول تيمز (الإنجليزية)
- عمر عبد الرحمن على موقع Soccerway.com (الإنجليزية)
- عمر عبد الرحمن على موقع عالم كرة القدم.نت (الإنجليزية)
- عمر عبد الرحمن على موقع اللجنة الأولمبية الدولية (الإنجليزية)
- عمر عبد الرحمن على موقع أوليمبيديا (الإنجليزية)
- عمر عبد الرحمن على الموقع الرسمي لنادي العين
- عمر عبد الرحمن على لجنة دوري المحترفين
- عمر عبد الرحمن على موقع جول.كوم
- عمر عبد الرحمن على موقع الاتحاد الدولي لكرة القدم